# Sofia Amàlia Moth
Sofia Amàlia Moth (en danès Sophie Amalie Moth) va néixer a Copenhaguen el 28 de març de 1654 i va morir a la mateixa capital danesa el 17 de gener de 1719. Era filla de Paul Moth (1600-1670), metge de la Cort reial, i d'Ida Dorotea Bureneus (1624-1689). Amant del rei Cristià V de Dinamarca, aquest, el 1677, li conferí el títol de comtessa de Samsø que donaria origen a la família danesa noble Danneskiold-Samsoe, encara avui existent.
La relació amb el monarca havia estat convinguda per la seva mare, i va començar cap al 1671. La relació era coneguda dins de la cort reial des dels seus inicis, però no va ser oficial fins que se li va donar el seu títol i es va presentar oficialment a la cort el 1685. Malgrat tot va viure sempre amb força discreció i sense tenir cap influència política sobre el monarca. Únicament va utilitzar la seva posició per aconseguir favors reials per als seus familiars. El 1682 se li van concedir terres a Gottorp. Després de la mort de Niels Juel, el 1697, el rei va disposar per a ella que es fes càrrec de la seva mansió, el Palau Thott, on en morir el rei ella es retirà fins a la seva mort.
Amb el rei Cristià V de Dinamarca va tenir cinc fills il·legítims, reconeguts a partir de 1679 amb el cognom de Gyldenløve:
- Christiane Gyldenløve (1672-1689).
- Christian Gyldenløve (1674-1703), casat primer amb Carlota Amàlia Gyldenlove (1682-1699), i després amb Dorotea Krag (1675-1754).
- Sophie (1675-1684).
- Anna (1676-1699).
- Ulrik Christian Gyldenløve (1678-1719).